# Segersängs station
Segersäng är en station på Stockholms pendeltågsnät, belägen i tätorten Segersäng inom Nynäshamns kommun på Nynäsbanan. Den har en mittplattform, men saknar spärrlinje. En normal vintervardag har stationen cirka 300 påstigande (2015).

## Historik
Stationen Sorunda öppnades när Nynäsbanan invigdes vid årsskiftet 1901/1902 och namnändrades till Segersäng 1917. Flyttades cirka 100 meter till sitt nuvarande läge 2008 och blev mötesstation på den enkelspåriga bandelen.

## Övriga kommunikationer
I Segersäng finns det under högtrafik bussanslutning med SL:s linje 850 mot Grödby - Trollsta vägskäl.

## Bilder

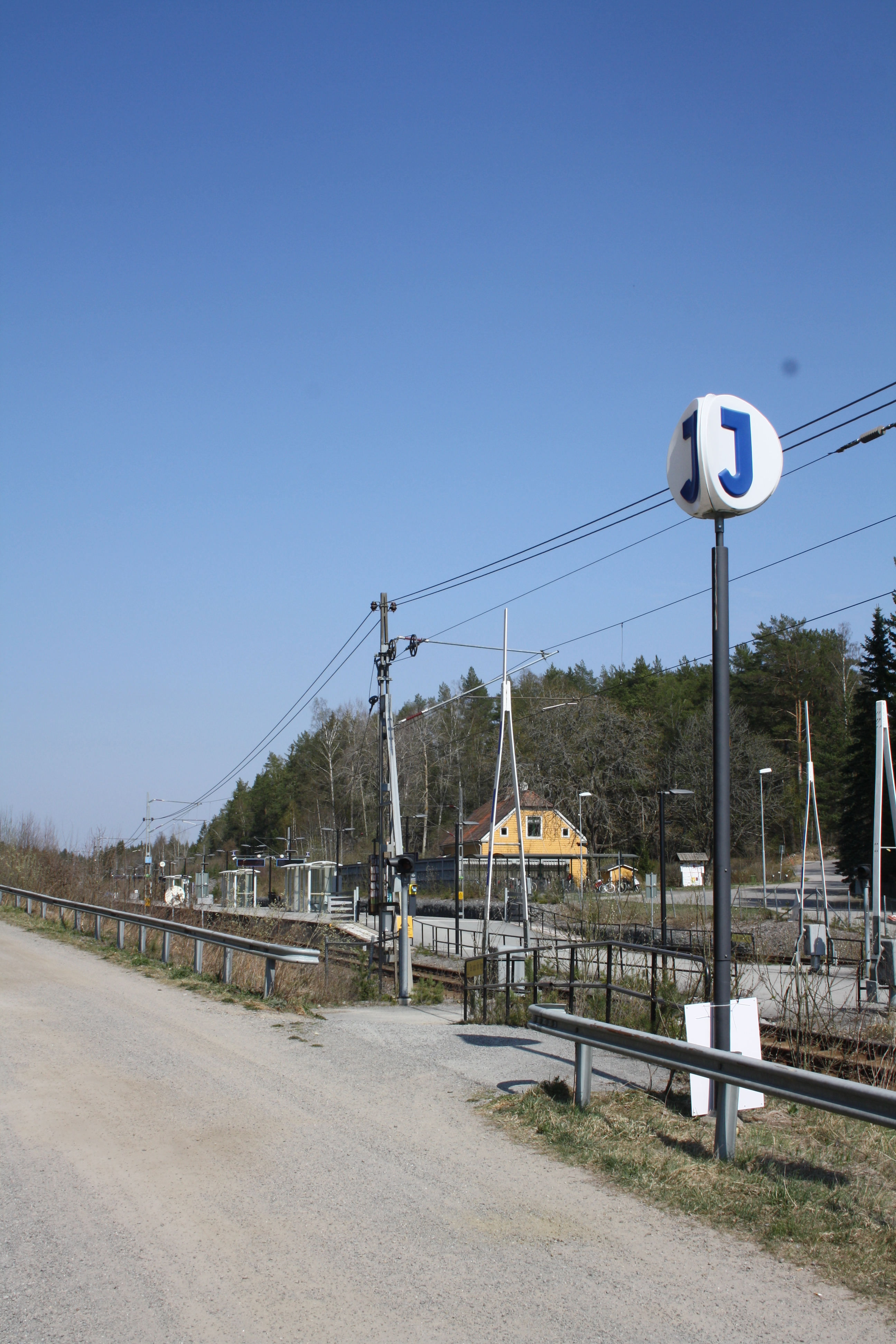
Ingång
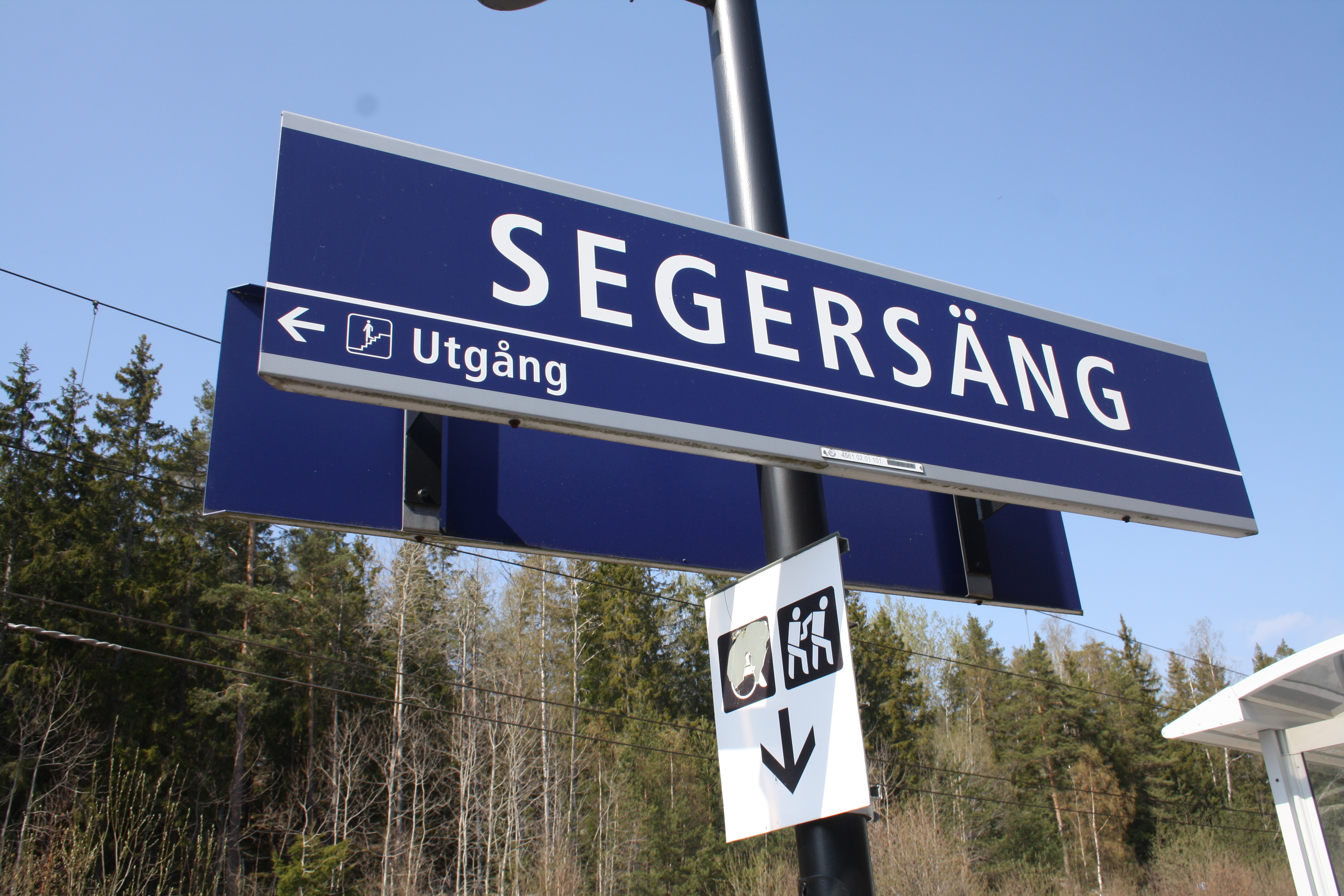
Stationsskylt
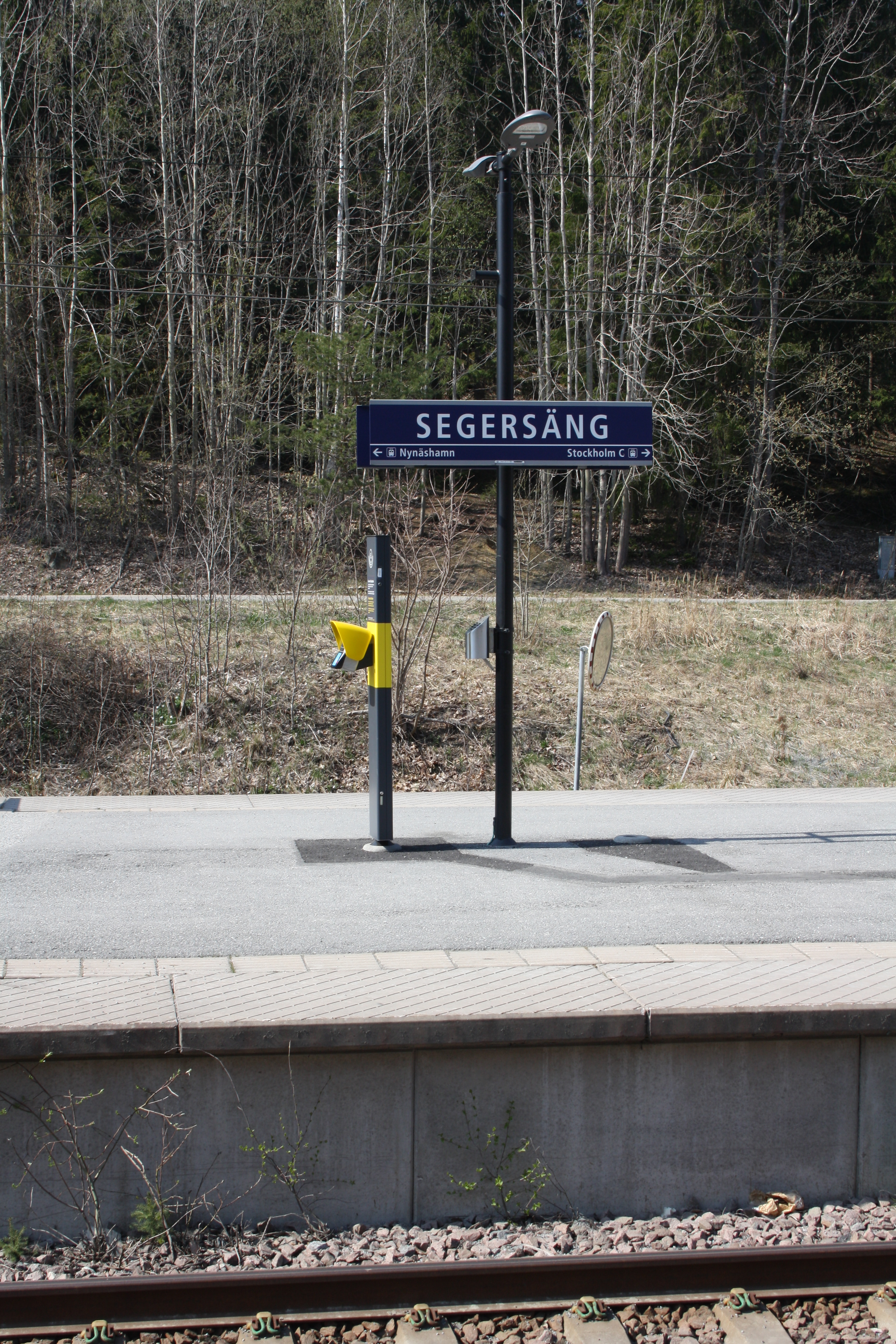
Stationen
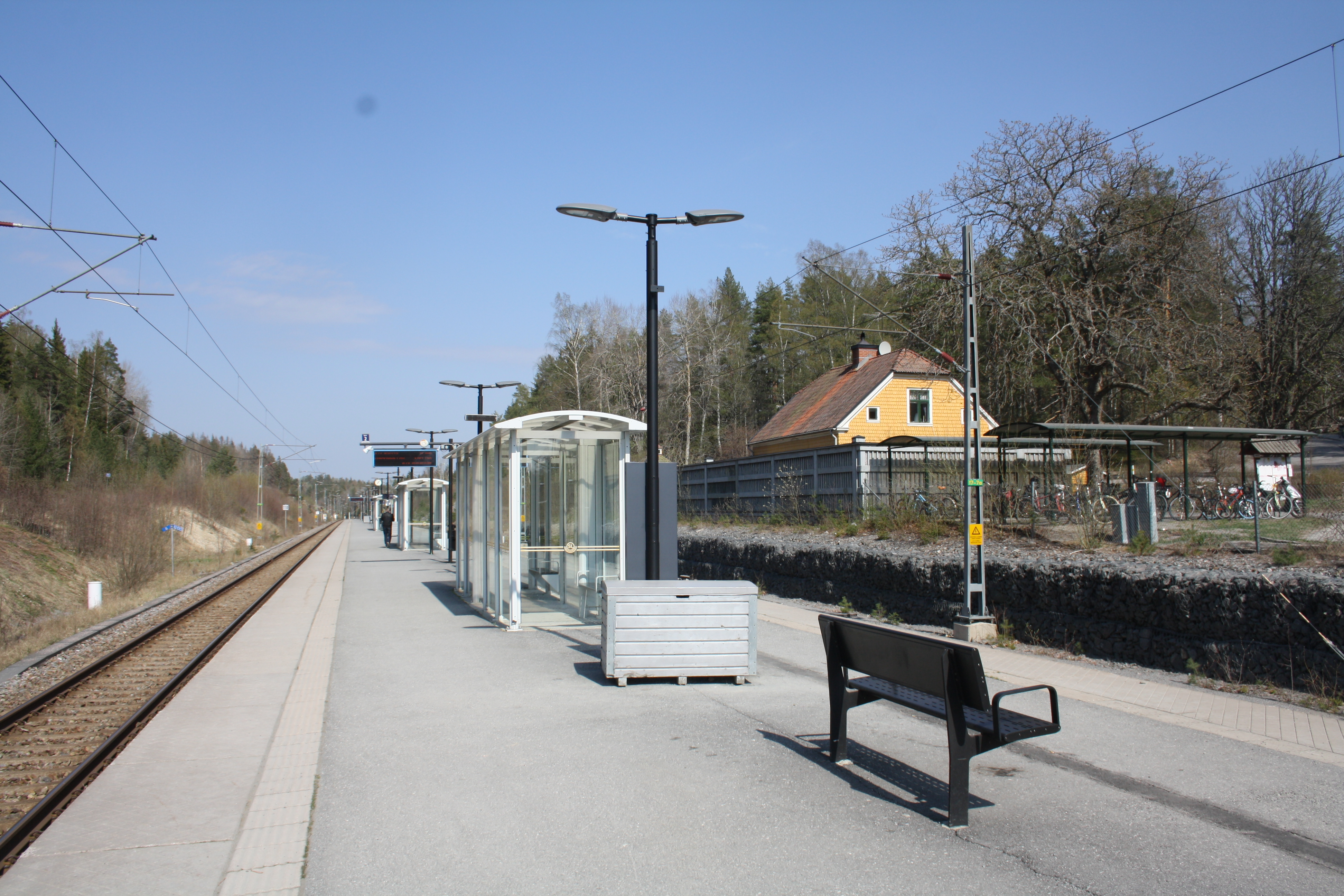
Perrongen
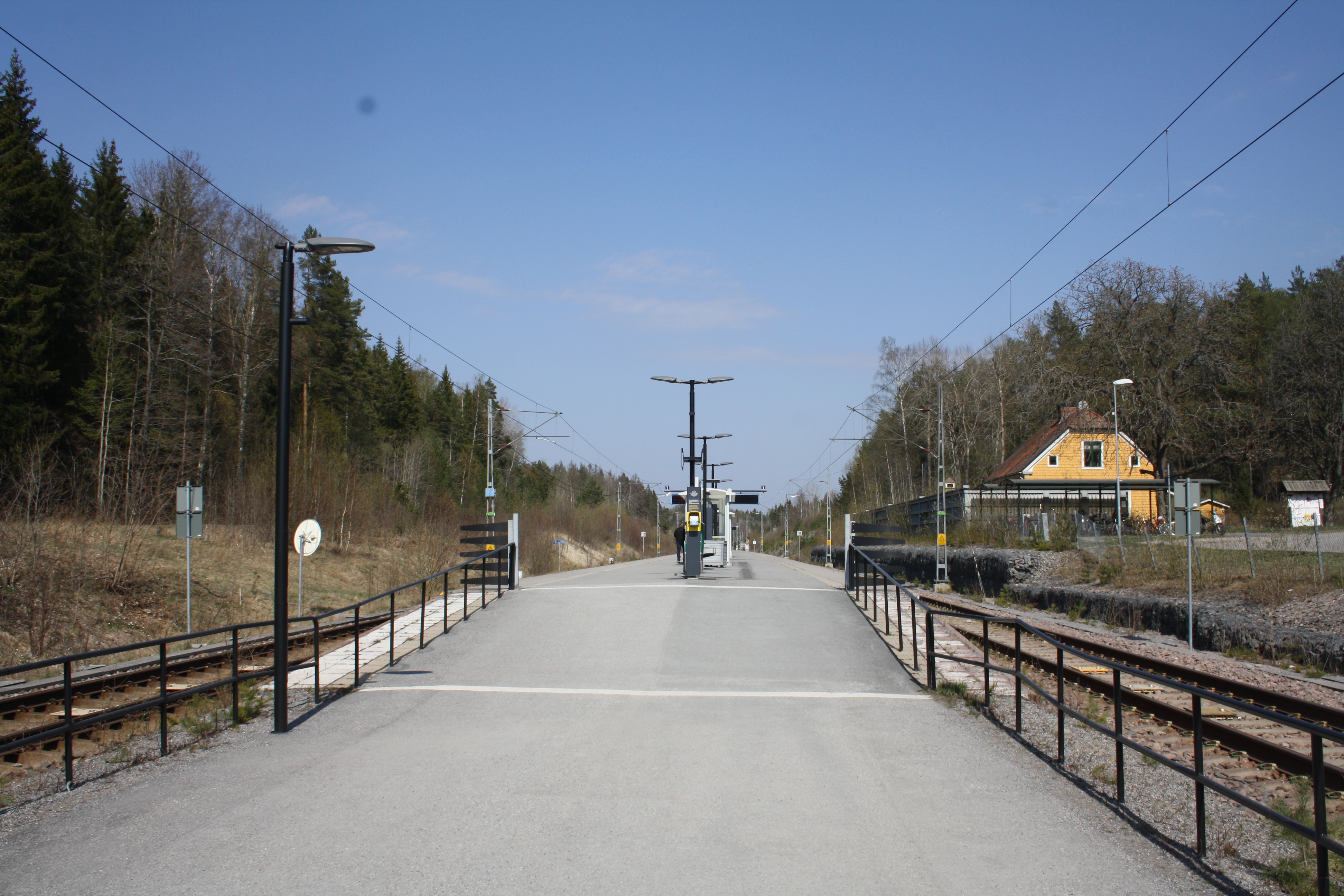
Uppgång till plattformen